# Midwestern Intercollegiate Volleyball Association
La Midwestern Intercollegiate Volleyball Association è una delle 8 conference di pallavolo maschile affiliate alla NCAA Division I, la squadra vincitrice accede di diritto al torneo NCAA.

## Squadre
| Squadra                               | Sede             | Stato             | Fondazione | Soprannome | Affiliazione |
| ------------------------------------- | ---------------- | ----------------- | ---------- | ---------- | ------------ |
| Ball State                            | Muncie           | Indiana           | 1961       | Cardinals  | 1961         |
| Lewis                                 | Romeoville       | Illinois          | 1994       | Flyers     | 1994         |
| Lindenwood                            | Saint Charles    | Missouri          | 2000       | Lions      | 2013         |
| Loyola Chicago                        | Chicago          | Illinois          | 1996       | Ramblers   | 1996         |
| McKendree                             | Lebanon          | Illinois          | 2012       | Bearcats   | 2015         |
| Template:Volley UNI Northern Kentucky | Highland Heights | Kentucky          | 2026       | Norse      | 2026         |
| Ohio State                            | Columbus         | Ohio              | 1961       | Buckeyes   | 1961         |
| Purdue Fort Wayne                     | Fort Wayne       | Indiana           | 1981       | Mastodons  | 1981         |
| Queens                                | Charlotte        | Carolina del Nord | 2018       | Royals     | 2024         |

### Ex membri
| Squadra             | Ingresso       | Uscita         |
| ------------------- | -------------- | -------------- |
| Detroit Tech        | 1961           | 1962           |
| Michigan State      | 1961 1967      | 1962 1970      |
| Wittenberg          | 1961           | 1962           |
| Earlham             | 1961           | 1985           |
| George Williams     | 1961           | 1985           |
| Calvin              | 1962 1970      | 1962 1970      |
| Lansing             | 1962           | 1963           |
| Kentucky            | 1962           | 1968           |
| Indiana Tech        | 1962           | 1973           |
| Louisville          | 1965           | 1965           |
| Indiana             | 1965 1973      | 1969 1979      |
| Toledo              | 1965 1970      | 1981 1982      |
| SIU Carbondale      | 1966           | 1966           |
| Valparaiso          | 1967           | 1968           |
| Illinois Chicago    | 1967           | 1970           |
| Cincinnati          | 1969 1980      | 1969 1982      |
| Purdue              | 1969 1982      | 1975 1986      |
| Anderson (Indiana)  | 1970           | 1970           |
| Michigan            | 1970 1975 1982 | 1970 1975 1986 |
| Kellogg             | 1970           | 1985           |
| Bowling Green State | 1971           | 1985           |
| Wright State        | 1978           | 1979           |
| Wisconsin           | 1979           | 1980           |
| Notre Dame          | 1983           | 1988           |
| Wooster             | 1984           | 1984           |
| Hardin-Simmons      | 1986           | 1986           |
| Graceland           | 1987           | 1990           |
| Milwaukee           | 1991           | 1997           |
| Quincy              | 1994           | 2025           |
| Thomas More         | 1995           | 1997           |
| Mercyhurst          | 1997           | 2008           |
| Clarke              | 1998           | 2007           |
| Findlay             | 2001           | 2005           |
| Carthage            | 2005           | 2007           |
| MSOE                | 2005           | 2007           |
| Central State       | 2006           | 2007           |
| Grand Canyon        | 2010           | 2017           |

## Arene
| Squadre                               | Arene                              | Capacità |
| ------------------------------------- | ---------------------------------- | -------- |
| Ball State                            | John E. Worthen Arena              | 11 500   |
| Lewis                                 | Neil Carey Arena                   | 1 075    |
| Lindenwood                            | Robert F. Hyland Performance Arena | 3 270    |
| Loyola Chicago                        | Joseph J. Gentile Arena            | 4 486    |
| McKendree                             | Harry M. Statham Sports Center     | 1 500    |
| Template:Volley UNI Northern Kentucky | Regents Hall                       | 1 346    |
| Ohio State                            | St. John Arena                     | 13 276   |
| Purdue Fort Wayne                     | Hilliard Gates Sports Center       | 2 800    |
| Queens                                | Curry Arena                        | 2 500    |

## Albo d'oro
| Anno          | Podio           | Podio             | Podio           |
| Campione      | Seconda         | Terza             |                 |
| ------------- | --------------- | ----------------- | --------------- |
| 1961 Dettagli | George Williams | Michigan State    | Ball State      |
| 1962 Dettagli | George Williams | Ball State        | -               |
| 1963 Dettagli | George Williams | Ball State        | -               |
| 1964 Dettagli | Ball State      | George Williams   | -               |
| 1965 Dettagli | Ball State      | Ohio State        | -               |
| 1966 Dettagli | Ball State      | George Williams   | -               |
| 1967 Dettagli | Ball State      | Ohio State        | -               |
| 1968 Dettagli | Ball State      | George Williams   | Ohio State      |
| 1969 Dettagli | Ohio State      | Ball State        | Indiana Tech    |
| 1970 Dettagli | Ball State      | Ohio State        | Indiana Tech    |
| 1971 Dettagli | Ball State      | Indiana Tech      | Ohio State      |
| 1972 Dettagli | Ball State      | Ohio State        | George Williams |
| 1973 Dettagli | George Williams | Ball State        | Ohio State      |
| 1974 Dettagli | Ball State      | George Williams   | Ohio State      |
| 1975 Dettagli | Ohio State      | Ball State        | -               |
| 1976 Dettagli | Ohio State      | Ball State        | -               |
| 1977 Dettagli | Ohio State      | Ball State        | Kellogg         |
| 1978 Dettagli | Ohio State      | Ball State        | Kellogg         |
| 1979 Dettagli | Ball State      | Ohio State        | Kellogg         |
| 1980 Dettagli | Kellogg         | Ohio State        | -               |
| 1981 Dettagli | Ohio State      | Ball State        | -               |
| 1982 Dettagli | Ohio State      | Ball State        | -               |
| 1983 Dettagli | Ohio State      | Ball State        | -               |
| 1984 Dettagli | Ball State      | Ohio State        | -               |
| 1985 Dettagli | Ball State      | Ohio State        | -               |
| 1986 Dettagli | Ohio State      | Ball State        | -               |
| 1987 Dettagli | Ohio State      | Ball State        | -               |
| 1988 Dettagli | Ball State      | Ohio State        | -               |
| 1989 Dettagli | Ball State      | Ohio State        | -               |
| 1990 Dettagli | Ball State      | IPFW              | -               |
| 1991 Dettagli | IPFW            | Ball State        | -               |
| 1992 Dettagli | IPFW            | Ohio State        | -               |
| 1993 Dettagli | Ohio State      | IPFW              | -               |
| 1994 Dettagli | Ball State      | IPFW              | -               |
| 1995 Dettagli | Ball State      | Ohio State        | -               |
| 1996 Dettagli | Lewis           | Ball State        | -               |
| 1997 Dettagli | Ball State      | Lewis             | -               |
| 1998 Dettagli | Lewis           | Loyola Chicago    | -               |
| 1999 Dettagli | IPFW            | Ohio State        | -               |
| 2000 Dettagli | Ohio State      | IPFW              | -               |
| 2001 Dettagli | Ohio State      | Loyola Chicago    | -               |
| 2002 Dettagli | Ball State      | Loyola Chicago    | -               |
| 2003 Dettagli | Lewis           | Loyola Chicago    | -               |
| 2004 Dettagli | Lewis           | Ball State        | -               |
| 2005 Dettagli | Ohio State      | IPFW              | -               |
| 2006 Dettagli | IPFW            | Loyola Chicago    | -               |
| 2007 Dettagli | IPFW            | Ohio State        | -               |
| 2008 Dettagli | Ohio State      | Ball State        | -               |
| 2009 Dettagli | Ohio State      | Ball State        | -               |
| 2010 Dettagli | Ohio State      | Loyola Chicago    | -               |
| 2011 Dettagli | Ohio State      | Loyola Chicago    | -               |
| 2012 Dettagli | Lewis           | Ohio State        | -               |
| 2013 Dettagli | Loyola Chicago  | Lewis             | -               |
| 2014 Dettagli | Loyola Chicago  | Lewis             | -               |
| 2015 Dettagli | Loyola Chicago  | Lewis             | -               |
| 2016 Dettagli | Ohio State      | Lewis             | -               |
| 2017 Dettagli | Ohio State      | Grand Canyon      | -               |
| 2018 Dettagli | Ohio State      | Loyola Chicago    | -               |
| 2019 Dettagli | Lewis           | Loyola Chicago    | -               |
| 2020 Dettagli | Non assegnato   | Non assegnato     | Non assegnato   |
| 2021 Dettagli | Lewis           | Loyola Chicago    | -               |
| 2022 Dettagli | Ball State      | Purdue Fort Wayne | -               |
| 2023 Dettagli | Ohio State      | Ball State        | -               |
| 2024 Dettagli | Ohio State      | Lindenwood        | -               |
| 2025 Dettagli | Loyola Chicago  | Ohio State        | -               |

## Palmarès
| Squadre           | Titoli | Stagioni |
| ----------------- | ------ | --- |
| Ohio State        | 23     | 1969, 1975, 1976, 1977, 1978, 1981, 1982, 1983, 1986, 1987, 1993, 2000, 2001, 2005, 2008, 2009, 2010, 2011, 2016, 2017, 2018, 2023, 2024 |
| Ball State        | 20     | 1964, 1965, 1966, 1967, 1968, 1970, 1971, 1972, 1974, 1979, 1984, 1985, 1988, 1989, 1990, 1994, 1995, 1997, 2002, 2022                   |
| Lewis             | 6      | 1996, 1998, 2004, 2012, 2019, 2021 |
| Purdue Fort Wayne | 5      | 1991, 1992, 1999, 2006, 2007 |
| George Williams   | 4      | 1961, 1962, 1963, 1973 |
| Loyola Chicago    | 4      | 2013, 2014, 2015, 2025 |
| Kellogg           | 1      | 1980 |